# SuperMUC
SuperMUC es una supercomputadora perteneciente al Centro Leibniz de Supercomputación (en alemán: Leibniz-Rechenzentrum, LRZ) situado en la ciudad de Garching, próxima a Munich. Su capacidad de procesamiento tiene picos superiores a 3 Petaflops y su principal singularidad es su sistema de refrigerado con agua caliente.

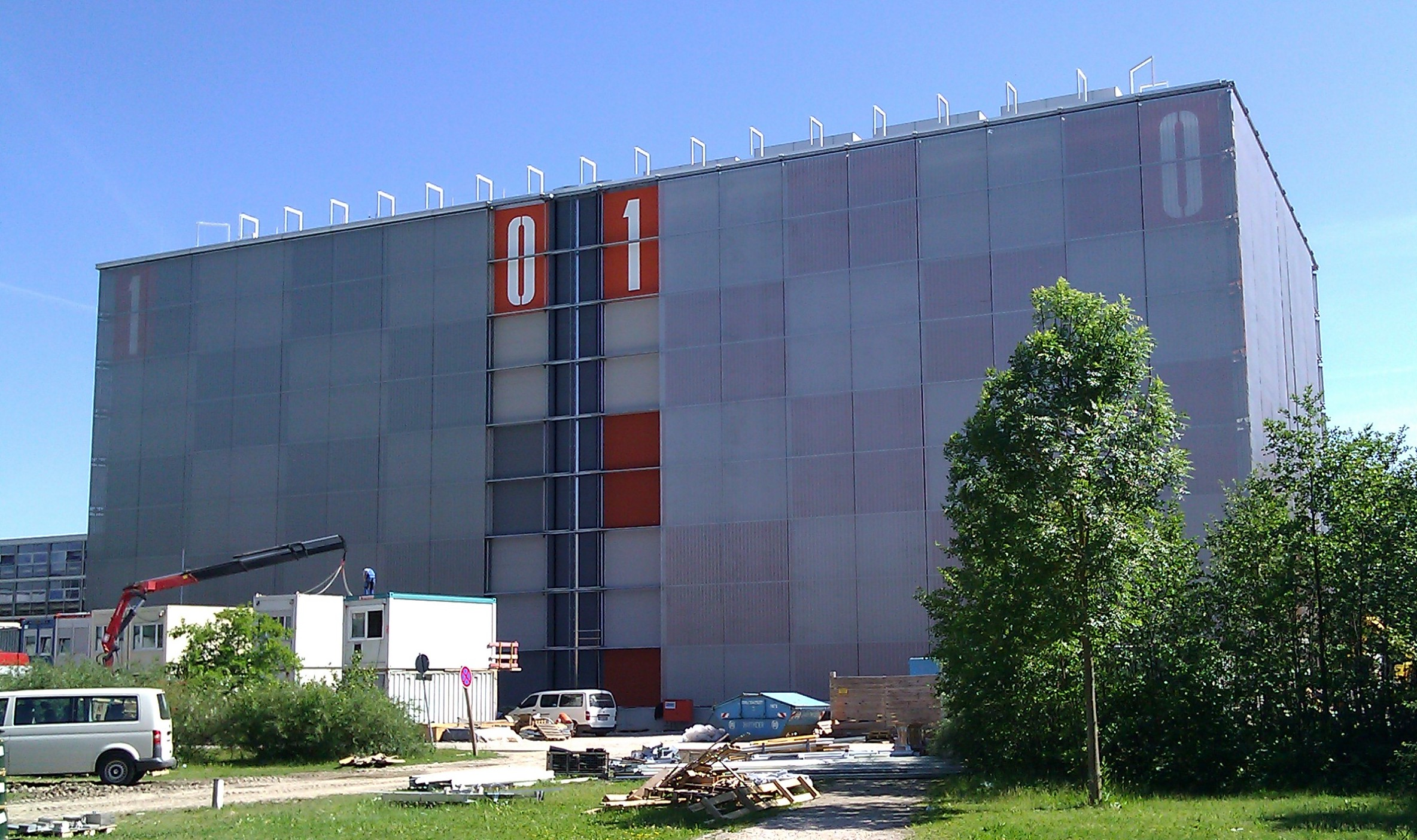
SuperMUC en construcción (junio de 2011)

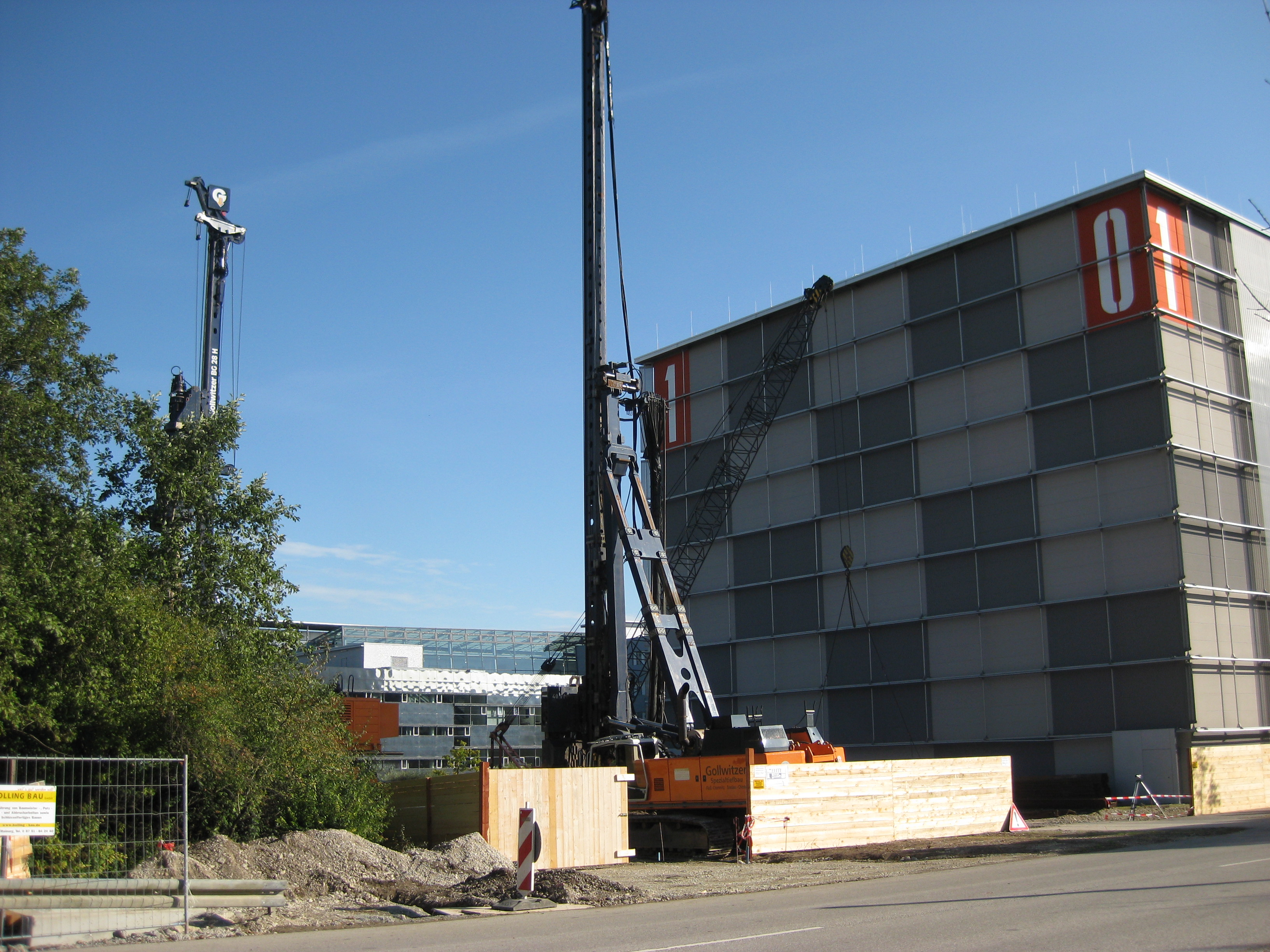
SuperMUC en construcción (junio de 2009)

## Características de SuperMUC
SuperMUC tiene 18.432 procesadores Intel Xeon Sandy Bridge-EP montados en un sistema de servidores de IBM tipo System X iDataPlexde, equipado con 147,456 núcleos de procesador, que ofrecen en total una capacidad máxima de cálculo de algo más de 3 Peta flops(3 × 1015 FLOPS). La memoria principal tiene una capacidad de 288 terabytes (288 × 1012 bytes) a la que se añaden 12 petabytes (12 × 1015 bytes) de espacio de disco duro gestionados por el sistema GPFS (General Parallel File System, en inglés) de IBM.
Además, cuenta con un sistema de refrigeración desarrollado por IBM, denominado Aquasar, que utiliza agua caliente para enfriar los procesadores, y que permite reducir el consumo energético en refrigeración en un 40% comparándolo con un sistema tradicional de aire.